# Gode (woreda)
Pour les articles homonymes, voir Gode.
Gode est un woreda de l’est de l’Éthiopie situé dans la zone Shabelle de la région Somali. Ce district a 109 718 habitants en 2007. Les nouveaux woredas Berocano et Elale ainsi que la ville de Gode s'en détachent récemment.
Le district s'étend au nord du Chébéli autour du chef-lieu de la zone Shabelle, la ville de Gode, elle-même située vers 300 m d'altitude environ 170 km au sud-ouest de Kebri Dehar,.
|                | Danan  | Elale  |
| Berocano       | Gode   |        |
|                | Adadle | Kelafo |
| Enclave : Gode |        |        |

Le recensement national de 2007 porte sur le périmètre d'origine comprenant encore Berocano, Elale et la ville de Gode.
Le district compte alors 109 718 habitants dont 39 % de citadins qui sont les 43 234 habitants de Gode.
Presque tous les habitants sont musulmans.
En 2022, la population est estimée sur le même périmètre à 163 894 personnes avec une densité de population de 21 personnes par km2 et 7 700 km2 de superficie.
Le détachement de 78 km2 au bénéfice du nouveau district urbain, celui de 2 341 km2 au bénéfice de Berocano et celui de 2 053 km2 au bénéfice d'Elale réduisent entre-temps le woreda Gode à 2 314 km2 en 2021.